# براد هوكينز (ممثل)
براد هوكينز (بالإنجليزية: Brad Hawkins)‏ هو مغني ومغن مؤلف وممثل أمريكي، ولد في 13 يناير 1976 في دالاس في الولايات المتحدة.

## أعمال

### أفلام
- (2014) صبا[3][4][5]

## وصلات خارجية
- براد هوكينز على موقع IMDb (الإنجليزية)
- براد هوكينز على موقع ألو سيني (الفرنسية)
- براد هوكينز على موقع أول موفي (الإنجليزية)
- براد هوكينز على موقع قاعدة بيانات الفيلم (الإنجليزية)
- براد هوكينز على موقع كينوبويسك (الروسية)
- براد هوكينز على موقع ANN person (الإنجليزية)